# Den fantastiske bus
Den fantastiske bus er en dansk børne- og billedbog fra 2023, skrevet og tegnet af Jakob Martin Strid. Inden udgivelsen den 1. november 2023 havde Strid arbejdet på bogen i 15 år. Den blev godt modtaget af anmelderne, og hos flere boghandlere var bogen udsolgt over en længere periode. Godt fire måneder efter premieren, 21. marts 2024, udkom 6. oplag af bogen.
Den Fantastiske bus udkom i Norge i marts i 2025, og allerede inden udgivelsen var den udsolgt.
Bogen har 204 sider, måler 38,8 cm i bredden og 30,2 cm i højden, og har en vægt på 2,5 kg. 

## Modtagelse
De danske medier gav bogen gode anmeldelser og topkarakter. Kristeligt Dagblad skrev “Ingen tvivl om at en ny klassiker er født”, og gav den seks ud af seks stjerner. Politiken og Berlingske gav også topkarakter.

## Priser og nomineringer
- Vinder af Kulturministeriets Illustratorpris 2023
- Nomineret til Weekendavisens litteraturpris 2023
- Vinder af Nordisk Råds børne- og ungdomslitteraturpris 2024[5]